# Nathan Banks
Nathan Banks (Roslyn, 13 aprile 1868 – Holliston, 24 gennaio 1953) è stato un entomologo e aracnologo statunitense.

## Biografia
Iniziò i suoi studi sugli acari fin da giovane, pubblicando, nel 1905, il primo manuale completo su questi animali: A Treatise on the Acarina, Or Mites.
Nel 1916 passò al Museum of Comparative Zoology (MCZ), dove approfondì e studiò gli imenotteri e i neurotteri. Nel corso della sua lunga vita pubblicò ben 440 studi e ricerche.
Sposato con Maria A. Lu Gar, ebbe otto figli.

## Denominati in suo onore
- Banksetosa Chickering, 1946, ragno (Salticidae)
- Carabella banksi Chickering, 1946, ragno (Salticidae)
- Euophrys banksi Roewer, 1951, ragno (Salticidae)
- Terralonus banksi (Roewer, 1951), ragno (Salticidae)
- Theridion banksi Berland, 1920, ragno (Theridiidae)

| Banks è l'abbreviazione standard utilizzata per le specie animali descritte da Nathan Banks. Categoria:Taxa classificati da Nathan Banks |